# Aphodaulacus turkestanicus
Aphodaulacus turkestanicus är en skalbaggsart som beskrevs av Lucas Friedrich Julius Dominikus von Heyden 1881. Aphodaulacus turkestanicus ingår i släktet Aphodaulacus och familjen Aphodiidae. Inga underarter finns listade i Catalogue of Life.